# Johan Henrik Holmqwist
Johan Henrik Holmqwist, född 7 februari 1801 i Halmstad, död 28 oktober 1879 i Kville församling, var en svensk präst och schartauansk väckelsepredikant.
Holmqwist verkade i Kville socken i nuvarande Tanums kommun i Göteborgs och Bohus län mellan åren 1853 och 1879. Han var son till sämskmakaren Peter Holmqwist och Fredrika (född Block) och gift två gånger; första gången den 12 december 1837 med den flera år äldre Gustawa Klein (död 21 april 1872) och andra gången med Paulina Claesson, dotter till komminister Johan Claesson i Mjöbäck.

## Biografi
Holmqwist gick ut lärdomsskolan i Halmstad som femtonåring, och kunde "med heder" uppflyttas till gymnasiet i Göteborg där han fortsatte sina studier till 1819. Han genomförde sina präststudier i Lund, blev filosofie doktor den 20 juni 1823, prästvigdes den 15 april 1825 och förlänades vice pastors namn den 26 september 1832. Holmqwist avlade pastoralexamen på hösten 1832. Efter att ha tjänstgjort på olika ställen (Spekeröd 1825, Tanum, Örby, Länghem 1826, Myckleby 1829, Rommele 1830, Solberga 1831, Årstad och Starrkärr 1832, Fässberg och Krokstad 1833, Kungsäter och Svenljunga 1835, Fagered 1836) förordnades han den att från den 15 april 1837 biträda den svenska kyrkoherden vid Christine församling i Göteborg där han blev kvar i drygt tio år. Efter en kortare tjänstgöring som komministeradjunkt i Säve 1847, blev han vice pastor i Lundby prebende på Hisingen den 1 maj 1848, där han var verksam i fem år.
Holmqwist var starkt präglad av den ortodoxa lutherdom med pietistiska inslag, som hade predikats av Henric Schartau, präst vid Lunds domkyrka, och som senare kom att kallas schartauanismen.

### Kville blir schartauanskt
Den 1 maj 1853 blev Johan Henrik Holmqwist kyrkoherde i Kville socken. Holmqwist var en karismatisk ledare som lyckades få delar av socknens befolkning att ansluta sig till hans och Schartaus lära och tro. Han var predikant vid prästmötet 1859. År 1865 blev han prost över egna församlingar, filosofie jubeldoktor i Lund 1874 och mottog samma år Nordstjärneorden samt utnämndes till teologie doktor vid Uppsala universitets jubelfest 1877.
Holmqwist ansträngde sig för att minska det omfattande spritmissbruket och annat "osunt leverne" i socknen. Inte minst i kustsamhällena och på öarna hade sillperioderna medfört nya sociala mönster. Sillperioderna bidrog till ekonomiska förbättringar och det öppnades flera krogar i skärgården, den mest kända är kanske den på Florö utanför Fjällbacka.

### Holmqwists kyrkbygge

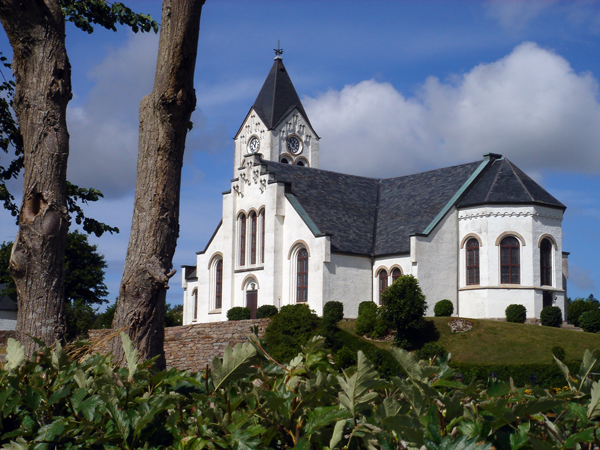
Kville kyrka.

Holmqwist ansågs vara en god predikant. Väckelsen, som han startat, ökade antalet kyrkobesökare och det blev trångt i den gamla kyrkan. Holmqwist började bearbeta de styrande i socknen om att uppföra en ny och betydligt större kyrka, en kyrka som borde rymma 2 000 personer. Men denna nya kyrka skulle kosta socknen en förmögenhet,
Förslaget gick igenom och sockenborna skulle stå för kostnaderna. Kyrkan skulle byggas som korskyrka, ett tämligen ovanligt byggnadssätt för en landsortskyrka, men en ny kyrka med 1 800 sittplatser skulle byggas. År 1864 stod den nya kyrkan klar, efter endast två års byggtid.
Alla familjer som var invånare i socknen  var tvungna, att utan betalning, hjälpa till att bygga. Bygget utfördes i huvudsak av bygdens manliga befolkning. Eftersom socknen var stor blev det långa arbetsdagar för alla som hade lång väg mellan hemmet och kyrkbygget.
Skrönorna berättar mycket om det storartade kyrkbygget under Holmqwists ledning. En av dessa berättar om att en förväxling av ritningar hade gjorts. Ritningar till en ny domkyrka i Härnösand hade kommit på avvägar och använts i Kville.
I samtiden, såväl som i senare tider, har kyrkbygget i Kville av motståndare karakteriserats som ett exempel på i första hand Holmqwists, men också socknens övriga styresmäns storhetsvansinne.

### Holmqwists tro
Det finns många exempel på Holmqwists "renläriga" tro.
År 1873 lyckas den då 76-årige före detta lotsen Gabriel Sandmark på Hästvom rädda sex besättningsmän från en grundstött fransk brigg bland de västligaste Väderöarna. När sedan briggens kapten, René Leljère, tre dagar efter bärgningen, avled i Sandmarks hem, vägrade Holmqwist först att begrava kaptenen, eftersom han var katolik. Prästen övertalades dock till en begravning. Utan övriga besättningens närvaro begravdes kaptenen utanför kyrkogården, bland självmördare. En anonym insändare i Strömstads Tidning, någon vecka efter begravningen, författad av en anonym sjökapten beklagade prästens agerande.
Under sina sista tjugo år led Holmqwist av svår njursten. Johan Henrik Holmqwist jordfästes i Kville kyrka den 12 november 1879.